# Krister Nordin
Pour les articles homonymes, voir Nordin.
Krister Nordin, né le 25 février 1968 à Stockholm en Suède, est un footballeur suédois qui évolue au poste de milieu central.

## Biographie

### En club
Né à Stockholm en Suède, Krister Nordin est formé par le Djurgårdens IF, où il fait ses débuts en professionnel en 1987, où il découvre l'Allsvenskan, l'élite du football suédois. Il remporte avec cette équipe un titre, la coupe de Suède, en 1989-1990.
En 1992, Nordin rejoint l'AIK Solna. Il joue son premier match de championnat le 5 avril 1992, lors d'une victoire face au Västra Frölunda IF (2-0 score final). Il s'y impose comme un joueur clé de l'équipe. Il remporte notamment le championnat de Suède à deux reprises en 1992 et 1998 et trois fois la coupe de Suède en 1995-1996, 1996-1997 et 1998-1999. Avec l'AIK il joue également la Ligue des champions, et marque notamment un but dans cette compétition, le 22 septembre 1999 contre l'Arsenal FC. Son équipe s'incline toutefois ce jour-là par trois buts à un.
En janvier 2000, il signe en faveur du club danois du Brøndby IF. Sa première saison est difficile mais il s'impose ensuite, étant élu meilleur joueur du club lors de la suivante, où il est sacré Championnat du Danemark en 2001-2002. Joueur rugueux récoltant beaucoup de cartons jaunes, il n'en est pas moins un joueur clé de l'équipe sous les ordres du coach norvégien Åge Hareide.

### En sélection
Krister Nordin joue deux matchs avec l'équipe de Suède espoirs en 1990.

## Palmarès
| Djurgårdens IF - Coupe de Suède (1) : - Vainqueur : 1989-90. |  | AIK Solna - Championnat de Suède (2) : - Champion : 1992 et 1998. - Coupe de Suède (3) : - Vainqueur : 1995-96, 1996-97 et 1998-99. |  | Brøndby IF - Championnat du Danemark (1) : - Champion : 2001-02. |